# Nicolas Bourriaud
Pour les articles homonymes, voir Bourriaud.
Nicolas Bourriaud, né le 13 avril 1965, est un commissaire d'exposition, historien de l'art, romancier et critique d'art français, spécialisé dans l'art contemporain.

## Biographie
Diplômé de l'Institut supérieur des carrières artistiques (ICART) à Paris, Nicolas Bourriaud commence une carrière de critique d'art au milieu des années 1980 avec des contributions régulières pour les magazines New Art International, Artstudio , Opus international, Flash Art international, Art press, etc.
En 1989, il commence à collaborer à Beaux Arts magazine où il tient également une chronique depuis 1998, interrompue entre 2010 et 2013 en raison de ses fonctions au ministère de la Culture. Certains de ses écrits critiques, parus tout au long d'une période qui va de 1986 à la fin des années 1990, constituent la préfiguration des concepts élaborés par Bourriaud[source insuffisante].
En 1992, Bourriaud fonde la revue Documents sur l'art puis cofonde, en 1995, la Revue Perpendiculaire (disparue en 1999), émanation directe de la Société perpendiculaire née dans la région de Niort une dizaine d'années plus tôt. En 2008, il fonde la revue Stream avec l'architecte Philippe Chiambaretta et l'éditeur Christophe Le Gac.
À la fin des années 1990, il commence à publier des ouvrages. Après un roman expérimental (L’Ère tertiaire), il inaugure une série d'ouvrages théoriques dont Formes de vie. Une généalogie de la modernité, Esthétique relationnelle, Postproduction, Radicant, lesquels sont traduits en plusieurs langues.
En 1996, il est le commissaire de l'exposition « Traffic » au CAPC Bordeaux, qui révèle une nouvelle génération d'artistes autour de la notion d'esthétique relationnelle, parmi lesquels Rirkrit Tiravanija, Philippe Parreno, Gabriel Orozco, Dominique Gonzalez-Foerster, Liam Gillick, Pierre Huyghe, Maurizio Cattelan ou Vanessa Beecroft.
De 2000 à 2006, il codirige avec Jérôme Sans le nouveau Palais de Tokyo à Paris.
Proche d'Arnaud Montebourg, Nicolas Bourriaud, avec Jérôme Sans et Stéphane Fouks, est l'inventeur de L'Atelier, le QG de la campagne électorale présidentielle de Lionel Jospin en 2001.
En 2007, il est nommé à la Tate Britain au poste de Gulbenkian curator for contemporary art, responsable de la « Tate Triennial » 2009 : cette exposition est destinée à montrer, tous les trois ans, les derniers développements de l'art actuel. « Altermodern » pose comme principe la fin du post-modernisme, et l'émergence d'une modernité spécifique à l'ère de la globalisation, basée sur les notions de traduction comme génératrice de formes, et d'errance inter-culturelle.
En janvier 2010, il revient à Paris pour y occuper les fonctions de chef de l'Inspection de la création artistique au ministère de la Culture.
D'octobre 2011 à juillet 2015, Nicolas Bourriaud dirige l'École nationale supérieure des beaux-arts de Paris,. Son éviction est largement commentée dans la presse,.
En novembre 2015, il est nommé chef de projet du futur centre d'art contemporain de Montpellier Métropole, et directeur de La Panacée. Il devient en 2017 directeur général de Montpellier Contemporain (MO.CO.), l'établissement public qui rassemble ces deux lieux et l’école supérieure des beaux-arts de Montpellier.
En 2019, il est le commissaire de la 16e Biennale d'Istanbul, intitulée « Le Septième continent », en référence aux masses de plastiques flottant dans les océans. Cette exposition vint compléter une trilogie consacrée aux effets de l'anthropocène sur l'art contemporain, initiée en 2014 avec la Biennale de Taipei, « The Great acceleration », et « Crash Test. La Révolution moléculaire » organisée à Montpellier, qui regroupait une génération d'artistes « qui travaille le réel à son niveau moléculaire, en organisant des connexions entre la réalité physique/chimique et les cultures humaines. Ils/Elles décrivent le monde actuel (ses sociétés, ses cultures...) à partir des matières (brutes ou synthétiques) qui le composent, et non plus à partir de données purement sociales, ni même humaines. »[réf. nécessaire]
En 2022, il fonde la coopérative de commissariat d'exposition nommée Radicants.

## Commissaire d'exposition
- "Courts-métrages immobiles", Biennale de Venise , 1990 ;
- "Il faut construire l'Hacienda" (avec Éric Troncy), CCC Tours, 1992 ;
- "Aperto", Biennale de Venise, 1993 ;
- "Traffic", CAPC Bordeaux, 1996 ;
- "Joint Ventures", Basilico Fine Arts, New York, 1996 ;
- "Le Capital : tableaux, diagrammes et bureaux d'études", CRAC Sète, 1999 ;
- "Contacts: relations, bricolage et travaux de consommation", Kunsthalle Fribourg, 2001 ;
- "Postproduction: Sampling, Displaying and Programming", San Gemignano, 2001 ;
- "Touch", San Francisco Art Institute , 2002 ;
- "GNS: Global Navigation System", Palais de Tokyo, Paris, 2003 ;
- "Playlist", Palais de Tokyo, 2004 ;
- "Tetsumi Kudo / Michel Blazy ", Palais de Tokyo, 2004 ;
- "Stock zéro : prologue", MNAC Bucarest, 2004 ;
- "Thomas Hirschhorn : 24 h Foucault", Palais de Tokyo, 2004 ;
- Biennale de Moscou (avec H.U. Obrist, D. Birnbaum, I. Boubnova, J. Backstein, R. Martinez), 2005 et 2007 ;
- Biennale de Lyon (avec J. Sans) : "Expérience de la durée", 2005 ;
- "Translation" (la collection Dakis Joannou mise en scène par M/M ), Palais de Tokyo, 2005 ;
- "Are you experienced?" (avec P. Falcone), Pescara, Bucarest et Budapest, 2006 ;
- "Estratos", Murcia, 2008 ;
- "Altermodern", Tate Britain, Londres, 2009 ;
- "Monodrome" (avec Xenia Kalpatsoglou et Poka-Yo), Biennale d'Athènes 2011 ;
- "L'Ange de l'histoire", Palais des Beaux-Arts, 2013 ;
- "Cookbook", Palais des Beaux-Arts, 2013 ;
- "The Great Acceleration", Biennale de Taipei, 2014 ;
- "Threads (A Phantasmagoria About Distance), Biennale de Kaunas, Lituanie, 2015 ;
- "Wirikuta", MECA Aguascalientes, Mexique, 2016 ;
- "Retour sur Mulholland Drive", La Panacée, Montpellier, 2017 ;
- "John Bock", La Panacée, Montpellier, 2017 ;
- "Tala Madani", La Panacée, Montpellier, 2017 ;
- "Sâadane Afif", La Panacée, Montpellier, 2017 ;
- "Jacques Charlier : une rétrospective", La Panacée, Montpellier, 2017 ;
- "Crash Test : la révolution moléculaire", La Panacée, Montpellier, 2018 ;
- "Gianfranco Baruchello : une rétrospective", Villa Arson, Nice ;
- "The Seventh Continent", XVIe Biennale d'Istanbul, 2019.

## Publications
- Radicant : pour une esthétique de la globalisation , Paris, Denoël, 2009  (ISBN 978-2-2072-61392)
- The Radicant , New York/Paris, Sternberg Press/Les Presses du réel, 2009 -  (ISBN 978-1-933128-42-9)
- Postproduction. La culture comme scénario : comment l’art reprogramme le monde contemporain , New York, Lukas & Sternberg. Version française : Dijon, Les Presses du réel, collection « Documents sur l'art », 2002  (ISBN 978-2-84066-101-6).
- Formes de vie. L'art moderne et l'invention de soi, Paris, Denoël, 1999 (rééd. 2009)  (ISBN 978-2-2072-55018).
- Relational Aesthetics, Dijon, Les Presses du réel, 2002.
- Esthétique relationnelle, Dijon, Les Presses du réel, 1998  (ISBN 978-2-84066-030-9).
- L’Ère tertiaire, Paris, Flammarion, 1997[18]  (ISBN 2-08-067453-6) (BNF 36180660).
- L'Exforme, Paris, PUF, 2017. Publication originale en espagnol : La Exforma, Buenos Aires, Adriana Hidalgo, 2015. Version anglaise : The Exform, Londres, Verso, 2016 ;
- Formes et trajets, t. I : Hétérochronie, Dijon, Les Presses du réel, 2018 ;
- Formes et trajets, t. II : Topologie, Dijon, Les Presses du réel, 2018.
- Inclusions. Esthétique du capitalocène, PUF, 2021.